# Jb's Hot Stuff
Jb's Hot Stuff (née le 23 juin 2006) est une jument baie du stud-book Anglo-européen, montée par le cavalier britannique Michael Whitaker en saut d'obstacles.

## Histoire
Elle naît le 23 juin 2006 à l'élevage de Jayne Bean à Macclesfield ; cette dernière est aussi la propriétaire de la jument. Confiée au cavalier anglais Michael Whitaker, Jb's Hot Stuff remporte sa première victoire importante avec le Grand Prix du CSI5-W d'Anvers en avril 2017.
La jument termine 3e des qualifications de la finale Coupe du monde de saut d'obstacles 2017-2018, le 25 février 2018.

## Description
Jb's Hot Stuff est une jument de robe baie, inscrite au stud-book de l'Anglo-européen.

## Palmarès

### 2017
- Avril : Vainqueur du Grand Prix du CSI5W d'Anvers[6],[4].
- Novembre : Vainqueur de l'Universidad Alfonso X El Sabio Trophy (1,55 m) à Madrid[7].

### 2018
- 20e à la finale individuelle FEI de la Coupe du monde de saut d'obstacles 2017-2018[1].
- Février 2018 : vainqueur du prix ATG (1,50 m) du CSI5* de Göteborg[8] ; 3e de l'étape qualificative Coupe du monde[9]

## Pedigree
C'est une fille de l'étalon Holsteiner Locarno 62, et de la jument Irish Sport Horse Royal Stepper, par Cavalier Royale.
| Origines de Jb's Hot Stuff                            | Origines de Jb's Hot Stuff        | Origines de Jb's Hot Stuff           | Origines de Jb's Hot Stuff |
| ----------------------------------------------------- | --------------------------------- | ------------------------------------ | -------------------------- |
| Père Locarno Holsteiner, 1996 - Bai-brun              | Lord Calidos Holsteiner 1991 -    | Lord Holsteiner 1967                 | Ladykiller                 |
| Père Locarno Holsteiner, 1996 - Bai-brun              | Lord Calidos Holsteiner 1991 -    | Lord Holsteiner 1967                 | Viola                      |
| Père Locarno Holsteiner, 1996 - Bai-brun              | Lord Calidos Holsteiner 1991 -    | Vakanz Holsteiner 1983               | Caletto II                 |
| Père Locarno Holsteiner, 1996 - Bai-brun              | Lord Calidos Holsteiner 1991 -    | Vakanz Holsteiner 1983               | Hapua                      |
| Père Locarno Holsteiner, 1996 - Bai-brun              | Wurzel Holsteiner 1984 -          | Romino Holsteiner 1979               | Ramiro Z                   |
| Père Locarno Holsteiner, 1996 - Bai-brun              | Wurzel Holsteiner 1984 -          | Romino Holsteiner 1979               | Ingeli                     |
| Père Locarno Holsteiner, 1996 - Bai-brun              | Wurzel Holsteiner 1984 -          | Logik Holsteiner 1974                | Freemann                   |
| Père Locarno Holsteiner, 1996 - Bai-brun              | Wurzel Holsteiner 1984 -          | Logik Holsteiner 1974                | Aktie                      |
| Mère Royal Stepper Irish Sport Horse, 1992 - Bai-brun | Cavalier Royale Holsteiner 1978 - | Cor de la Bryère Selle français 1968 | Rantzau                    |
| Mère Royal Stepper Irish Sport Horse, 1992 - Bai-brun | Cavalier Royale Holsteiner 1978 - | Cor de la Bryère Selle français 1968 | Quenotte                   |
| Mère Royal Stepper Irish Sport Horse, 1992 - Bai-brun | Cavalier Royale Holsteiner 1978 - | Ligustra Holsteiner 1974             | Liguster                   |
| Mère Royal Stepper Irish Sport Horse, 1992 - Bai-brun | Cavalier Royale Holsteiner 1978 - | Ligustra Holsteiner 1974             | Damira                     |
| Mère Royal Stepper Irish Sport Horse, 1992 - Bai-brun | Bossa Nova Pur-sang               | Northern Park Pur-sang 1988          | Northern Dancer            |
| Mère Royal Stepper Irish Sport Horse, 1992 - Bai-brun | Bossa Nova Pur-sang               | Northern Park Pur-sang 1988          | Mrs Penny                  |
| Mère Royal Stepper Irish Sport Horse, 1992 - Bai-brun | Bossa Nova Pur-sang               | Whitchurch Silk Pur-sang 1991        | Runnett                    |
| Mère Royal Stepper Irish Sport Horse, 1992 - Bai-brun | Bossa Nova Pur-sang               | Whitchurch Silk Pur-sang 1991        | Comfrey                    |